# Neuapostolische Kirche St. Pölten
Die Neuapostolische Kirche St. Pölten steht in der Wiener Straße Nr. 189 in der Statutarstadt St. Pölten in Niederösterreich.

## Geschichte
Die Kirche wurde 2002/2003 nach den Plänen der Architekten Gottfried Haselmeyer und Heinz Frühwald erbaut.

## Architektur
Dem Kirchenbau vorgelagert ist ein Parkplatz mit neun Stellplätzen. Der skulptural gegliederte Kirchenbau mit drei verschiedenen Baukörperhöhen hat zur Wiener Straße einen überdachten Eingangsbereich zum zentralen Foyer. Links davon wurde im niedrigsten Bauteil ein Büro, eine Teeküche und ein Sanitärblock angeordnet. Die Zwischenzone des Foyers beinhaltet eine einläufige Stiege zur Galerie mit einem Kinder- und Jugendraum, welcher auch als Besprechungsraum dient. Der Kinder- und Jugendraum wirkt zum Kirchenraum in der Art einer verglasten Empore. Vom Foyer betritt man rechts den ca. 7 m hohen Kirchenraum ohne Fenster unter einer gestuften Flachdecke mit einem eingezogenen dreiseitigen senkrecht gestellten Oberlichtband mit einer 90 cm abgehängten Zwischendecke, das Oberlichtband ist vom Kircheninnenraum nur indirekt über die Tageslichtführung wahrnehmbar. Der Kirchenraum wirkt schlicht und kontemplativ, die architektonische Ausrichtung erfolgte auf den Altarbereich.
Die Konstruktion erfolgte in Massivbauweise mit Stahlbetonscheiben mit einer außenseitigen Wärmedämmung, die Wand zwischen dem Foyer und dem Kirchenraum ist ein Holzplattensystem. Das Flachdach über dem Kirchenraum besteht aus Stahlträgern.
An der Hauptfront des Kirchenraumes zur Straße wurde das metallene Zeichen der neuapostolischen Kirche angebracht, das Zeichen schmückt innen auch die Altarwand.
Im Zentrum des Altarraumes steht in der Symmetrieachse der rot gefärbte Holzaltar. Die Kirchenorgel steht unmittelbar neben dem Altar, auf der anderen Seite befindet sich die Session für die Priester.